# Уно, Сёма
Сёма Уно (яп. 宇野 昌磨 Уно Сё:ма, 17 декабря 1997, Нагоя) — японский фигурист, выступавший в одиночном катании. Серебряный призёр Олимпийских игр (2018), бронзовый призёр Олимпийских игр в личном турнире и серебряный призёр в командном соревновании (2022), двукратный чемпион мира (2022, 2023), двукратный серебряный призёр чемпионата мира (2017, 2018), чемпион четырёх континентов (2019), победитель финала Гран-при (2022), шестикратный чемпион Японии (2017—2020, 2023, 2024), чемпион мира среди юниоров (2015), победитель финала Гран-при среди юниоров (2014), серебряный призёр юношеских Олимпийских игр (2012).
Уно — первый фигурист в истории фигурного катания, сумевший исполнить на соревнованиях четверной флип (в короткой программе на турнире Team Challenge Cup 2016). Первый фигурист, попытавшийся прыгнуть каскад тройной аксель — четверной тулуп на официальных соревнованиях.

## Карьера
Сёма Уно родился в декабре 1997 года в Нагое. Фигурным катанием начал заниматься с 5 лет. В тринадцать лет дебютировал в чемпионате Японии среди юниоров и сразу выиграл бронзовую медаль.

### Юниорский период

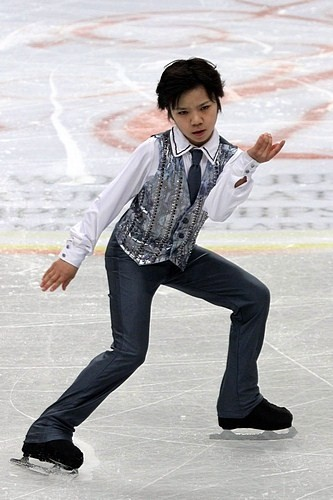
Уно на юниорском чемпионате мира 2012 года

На международных соревнованиях он дебютировал лишь осенью 2011 года и добился права представлять Японию на первых зимних юношеских Олимпийских играх. На этих соревнованиях Уно выступил в двух программах, выиграл серебряную медаль в одиночном катании и золото в командных соревнованиях. В команде он выступал с белорусской танцевальной парой Евгения Ткаченко / Юрий Гулицкий и американской одиночницей Джордан Баус.
Дальнейшие успехи Уно пришлись на послеолимпийский сезон. Впервые он сумел выйти в юниорский финал Гран-при, который и выиграл. На первенстве фигуристов Японии среди юниоров он выиграл золото, а на национальном чемпионате финишировал вторым. Японская федерация приняла решение направить Уно не только на юниорский чемпионат мира, но и на чемпионат четырёх континентов 2015 года в Сеул. В Южной Корее он выступил очень хорошо, обновив все свои прежние спортивные достижения в короткой, произвольной программах и сумме, это позволило ему войти в пятёрку. В то же время в Таллине на юниорском чемпионате мира он не улучшил прежних своих достижений, но в упорной борьбе сумел победить китайского фигуриста Цзинь Бояна.

### Сезон 2015—2016: первый четверной флип на соревнованиях
В сентябре 2015 года Уно стартовал в новом сезоне на турнире в Солт-Лейк-Сити, где финишировал пятым. В октябре выступил на взрослом этапе серии Гран-при Skate America. В итоге он оказался вторым, при этом превзошёл свои достижения в произвольной программе (её он выиграл) и сумме. На втором своём этапе Уно не повезло. Турнир во Франции не был завершён из-за траура и военного положения в стране. ISU принял решение о зачёте итогов этапа Гран-при в Бордо по результатам короткой программы, в которой Уно занял первое место. После этого он впервые вышел в финал Гран-при. В Барселоне он выступил удачно и финишировал третьим, и улучшил свои достижения в произвольной программе и сумме. На национальном чемпионате занял второе место.
В конце февраля 2016 года он выступил на континентальном чемпионате, где оказался в пятёрке. В начале апреля на мировом чемпионате в Бостоне Уно выступил относительно удачно и занял место в числе восьми лучших одиночников мира. В конце апреля, выступая в США за команду Азии, на Кубке континентов он улучшил свои предыдущие достижения в короткой и произвольной программах. В короткой программе Уно исполнил четверной флип и тем самым стал первым фигуристом, исполнившим четверной флип на международных соревнованиях. Судьями прыжок был оценён на 13,06 балла (базовая стоимость четверного флипа составляла 12,30 балла, за качество исполнения получил 0,76 балла). За исполнение этого прыжка Уно попал в «Книгу рекордов Гиннеса».

### Сезон 2016—2017: первый национальный титул
|                                                             |  |
| Сёма Уно в короткой и произвольной программе сезона 2016/17 |  |

Предолимпийский сезон Уно начал в начале сентября 2016 года в Бергамо на Кубке Ломбардии, где он победил. В середине октября выступал на этапе Гран-при в Чикаго, где на Кубке Америки улучшил свои прежние достижения в сумме и выиграл турнир. В начале ноября выступал на этапе Гран-при в Москве, где на Кубке Ростелекома занял в сложной борьбе второе место. При этом были улучшены прежние спортивные достижения в сумме. Это позволило ему уверенно выйти в финал Гран-при, в Марселе. Во Франции, на самом финале, он выступил удачно и финишировал как и год назад на третьем месте, при этом было улучшено достижение в произвольной программе.
В конце декабря на национальном чемпионате Уно впервые завоевал золотую медаль, правда это произошло при отсутствии японского лидера Ханю. В феврале выступал в Канныне на континентальном чемпионате, который он завершил с бронзовой медалью. При этом были улучшены прежние спортивные достижения в сумме. Через неделю Уно принял участие в Саппоро в VIII зимних Азиатских играх, который он в упорной борьбе выиграл.
В конце марта Уно выступил на мировом чемпионате в Хельсинки, где в упорной борьбе впервые выиграл медаль — серебряную. При этом он способствовал для завоевания своей страны трёх мест на предстоящей Олимпиаде в Южной Корее и улучшил все свои прежние спортивные достижения в сумме и произвольной программе. Через три недели после этого Уно был отправлен на командный чемпионат мира, где великолепно выступил, набрав среди одиночников самое большое количество баллов. Это способствовало победе японцев в команде.

### Сезон 2017—2018: серебро на Олимпийских играх
В сентябре Уно начал олимпийский сезон 2017/18 в Бергамо, где на Кубке Ломбардии он уверенно финишировал с золотой медалью. При этом ему удалось незначительно улучшить свои прежние достижения в сумме и произвольной программе. Через полтора месяца фигурист стартовал в серии Гран-при на канадском этапе, где он уверенно финишировал победителем. В середине ноября на французском этапе Гран-при ему удалось выиграть серебряную медаль. Это позволило ему пройти в финал Гран-при. На самом Финале в Нагое в сложнейшей борьбе упустил первое место и выиграл серебряную медаль. 

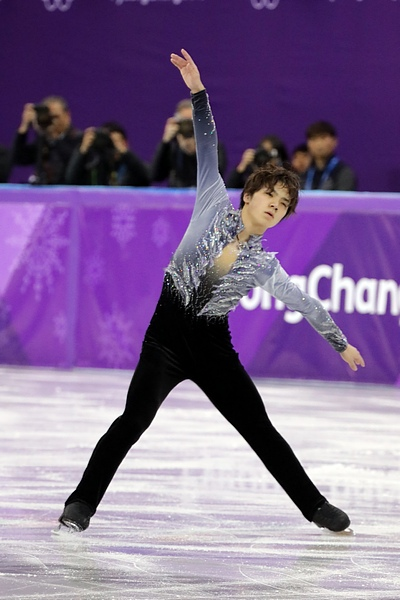
Сёма Уно в короткой программе под «Времена года: Зима» Вивальди на Олимпийских играх 2018 года

В конце декабря на национальном чемпионате в очередной раз стал чемпионом страны. В начале февраля ещё до открытия Олимпийских игр в Южной Корее начал соревнования в командном турнире. В Канныне финишировал в короткой программе первым. В произвольной программе не принял участие. Японская сборная финишировала пятой.
На Олимпийских играх в Пхёнчхане Уно, набрав 104,17 балла, шёл третьим после короткой программы. В произвольной набрал 202,73 балла и с общим счётом в 306,90 балла завоевал серебряную медаль, уступив своему соотечественнику Юдзуру Ханю.
На чемпионате мира в Милане во время тренировки получил травму, но несмотря на это решил выступить на соревнованиях. После короткой программы занимал пятое место, в произвольной второй, по итогам двух программ набрал 273,77 балла и завоевал серебряную медаль.

### Сезон 2018—2019: чемпион четырёх континентов
Новый сезон сезон начал с победы на Lombardia Trophy 2018. На Japan Open 2018 выиграл произвольную программу у мужчин и в составе команды Японии завоевал золотую медаль. Одержал победу на своём первом этапе Гран-при Skate Canada 2018 и на втором этапе, на NHK Trophy 2018. В финале Гран-при завоевал серебряную медаль. На чемпионате Японии выиграл свой третий национальный титул. Он был назначен в состав сборной Японии на чемпионат четырёх континентов и на домашний чемпионат мира.
На чемпионате четырёх континентов в Анахайме допустил ошибки и был четвёртым после короткой программы. Произвольную программу откатал практически безошибочно, набрал за неё 197,36 балла и установил новый мировой рекорд. Таким образом он выиграл золотую медаль и впервые в своей карьере стал чемпионом четырёх континентов.

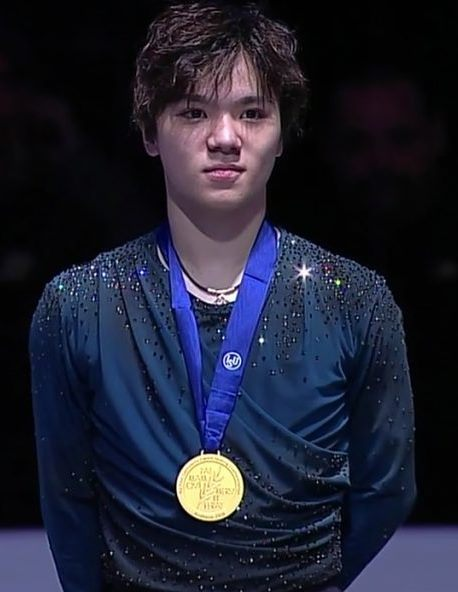
Сёма Уно на церемонии награждения на чемпионате четырёх континентов 2019

На чемпионате мира в Сайтаме был шестым по результатам короткой, четвёртым по результатам произвольной программы, в общем зачёте занял четвёртое место. Завершил сезон на командном чемпионате мира в Фукуоке, где занял третье место и в короткой, и в произвольной программе, и по итогам соревнований мужчин. Сборная Японии в итоге завоевала серебряную медаль. В произвольной программе попытался исполнить каскад тройной аксель — четверной тулуп (3A–4T), но упал. Уно — первый фигурист, который попытался исполнить этот каскад на соревнованиях.
В начале июня на своём сайте объявил о том, что прекращает сотрудничество с Михоко Хигути и Мачико Ямада, с которыми тренировался с пяти лет. В тот момент не было известно, кто станет его новым тренером. 7 июня Этери Тутберидзе объявила, что Уно приедет в её группу на стажировку на летние сборы. После стажировки в группе Тутберидзе Уно объявил, что следующий сезон проведёт без тренера, бывший фигурист Такэси Хонда будет его тренером по прыжкам, а также в сентябре он проведёт сбор в Швейцарии у Стефана Ламбьеля.

### Сезон 2019—2020: смена тренера
Новый сезон начал на турнире Finlandia Trophy 2019, где выиграл золотую медаль. В ноябре выступил на своём первом этапе Гран-при Internationaux de France 2019. В короткой программе дважды упал и занял промежуточное четвёртое место. В произвольной программе совершил множество ошибок и занял девятое место, по сумме двух программ стал восьмым. На Rostelecom Cup 2019 выступил гораздо лучше, став четвёртым и в короткой, и в произвольной программе, в общем зачёте также занял четвёртое место, уступив 0,63 балла бронзовому призёру Макару Игнатову. Он объявил, что до чемпионата Японии будет тренироваться у Стефана Ламбьеля.
Незадолго до начала чемпионата Японии подтвердил, что отныне будет тренироваться под руководством Ламбьеля. В короткой программе на чемпионате Японии занял второе место, выиграл произвольную программу и в четвёртый раз стал чемпионом Японии, впервые в своей карьере одержав победу над Юдзуру Ханю.
Вошёл в состав сборной Японии на чемпионат четырёх континентов в Сеуле и на чемпионат мира в Монреале. С чемпионата четырёх континентов он решил сняться. Последним стартом сезона для Уно стал турнир Challenge Cup 2020, где он завоевал золотую медаль. Чемпионат мира, который должен был состояться с 16 по 22 марта в Монреале был отменён из-за пандемии коронавируса.

### Сезон 2020—2021
Первым соревнованием в новом сезоне для Уно стал чемпионат Японии, где он завоевал серебряную медаль.
На чемпионате мира в короткой программе упал с тройного акселя и занимал промежуточное шестое место. В произвольной программе допустил ошибки при исполнении двух четверных прыжков и тройного акселя, но сумел стать третьим и завоевал малую бронзовую медаль, в общем зачёте расположился на четверном месте.
В апреле в составе сборной Японии принял участие на командном чемпионате мира. В короткой программе выступил неудачно и стал лишь девятым. В произвольной вновь попытался исполнить каскад тройной аксель — четверной тулуп, но недокрутил и упал с четверного тулупа. Сборная Японии на этом турнире завоевала бронзовую медаль.

### Сезон 2021—2022: бронза на Олимпиаде и первый титул чемпиона мира
Олимпийский сезон 2021/22 Уно начал на этапе Гран-при Skate America. После короткой программы он занимал второе место, в произвольной программе попытался исполнить пять четверных прыжков, однако допустил ошибки. По итогам двух программ завоевал серебряную медаль. На втором этапе Гран-при NHK Trophy с результатом 102,58 балла лидировал после короткой программы. В произвольной программе  исполнил четверной риттбергер, четверной сальхов, каскад четверной тулуп — двойной тулуп, четверной тулуп, однако сдвоил четверной флип, за произвольную программу набрал 187,57 балла и завоевал золотую медаль турнира, при этом улучшил свой результат по сумме двух программ. Уно отобрался в финал Гран-при, который который должен был состояться в Осаке с 9 по 12 декабря, но из-за угрозы распространения нового штамма COVID-19 турнир был отменён.
В конце декабря принял участие на чемпионате Японии, где завоевал серебряную медаль. По результатам национального первенства Уно вошёл в состав сборной Японии на Олимпийские игры в Пекине и на чемпионат мира в Монпелье. На Олимпийских играх фигурист принял участие в командных соревнованиях (стал вторым в короткой программе после Нейтана Чена, набрав сумму в 105,46 балла, и принёс таким образом 9 баллов сборной Японии) и в составе команды Японии стал бронзовым призёром; в личных соревнованиях выступления Уно не были безупречны, однако он смог завоевать бронзовую медаль c общей суммой 293,00 балла.
В марте 2022 года выиграл короткую программу в соревнованиях в мужском одиночном катании на чемпионате мира во французском Монпелье, набрав лучшую в своей карьере сумму в 109,63 балла. Также выиграл произвольную программу, исполнив пять четверных прыжков (четверной тулуп с ошибкой), и с лучшим в его карьере результатом в 312,48 балла впервые в своей карьере стал чемпионом мира.

### Сезон 2022—2023: золото финала Гран-при и вторая победа на чемпионате мира
Новый сезон Уно начал с выступления на Japan Open, где выиграл произвольную программу и в составе сборной Японии завоевал золотую медаль. На этапе Гран-при в Канаде в короткой программе ошибся при исполнении каскада и занимал второе место после Као Миуры, выиграл произвольную программу и в третий раз стал победителем этапа Гран-при Skate Canada. На Гран-при Японии в короткой программе вновь не смог исполнить каскад и шёл вторым после Соты Ямамото. В произвольной программе стал первым и одержал победу, которая стала для него третьей победой на NHK Trophy. В финале Гран-при в короткой программе исполнил каскад с двойным тулупом вместо тройного и набрал 99,99 балла. Уно выиграл произвольную программу, где исполнил пять четверных прыжков и установил новый личный рекорд в 204,47 балла, и впервые в своей карьере одержал победу в финале Гран-при.
В декабре 2022 года в пятый раз завоевал золотую медаль на чемпионате Японии.
На чемпионате мира в Сайтаме Уно в короткой программе исполнил четверной флип, каскад из четверного и двойного тулупа, тройной аксель и выиграл её, набрав 104,63 балла. В произвольной программе он также стал первым и с общим результатом 301,14 балла выиграл вторую подряд золотую медаль чемпионата мира. Уно был включён в состав сборной Японии на командный чемпионат мира, однако из-за травмы лодыжки он отказался от участия в турнире и его заменил Сюн Сато.
В августе и сентябре 2023 года исполнил главную роль Манки Д. Луффи в ледовом шоу One Piece on Ice, основанном на манге One Piece.

### Сезон 2023—2024
В ноябре 2023 года выступил на первом соревновании нового сезона — на этапе Гран-при в Китае. Уно с отрывом в 10 баллов от второго места выиграл короткую программу, в произвольной программе допустил ошибки, после чего опустился на итоговое второе место и завоевал серебряную медаль, уступив действующему чемпиону Европы Адаму Сяо Хим Фа. На этапе Гран-при в Японии занял второе место в короткой программе, выиграл произвольную и в общем зачёте завоевал серебряную медаль. В финале Гран-при в Пекине без ошибок исполнил короткую программу, в произвольной программе несколько прыжков были отмечены недокрученными на четверть оборота, по итогам двух программ Уно завоевал серебряную медаль, уступив американцу Илье Малинину.
В конце декабря 2023 года выступил на чемпионате Японии и в шестой раз завоевал чемпионский титул, сравнявшись по количеству побед с Такэси Хондой и Юдзуру Ханю.
На чемпионате мира в Монреале в короткой программе исполнил четверной флип, каскад из четверного и тройного тулупа, тройной аксель, все непрыжковые элементы исполнил на четвёртый уровень и выиграл короткую программу с лучшим результатом сезона в 107,72 балла. В произвольной программе упал с четверного флипа и допустил ошибки на исполнении ещё нескольких прыжков, по итогам двух программ занял четвёртое место. После произвольной программы Уно заявил: «Возможно, дело в моем возрасте или влиянии Нейтана и Юзу, но у меня не было сильного желания победить», а также сообщил, что ему предстоит принять решение о продолжении карьеры.
9 мая 2024 года Уно объявил о завершении карьеры.

## Программы
| Сезон     | Короткая программа | Произвольная программа | Показательные номера |
| --------- | --- | --- | --- |
| 2023—2024 | - «Всё везде и сразу»: - «I Love You Kung Fu» Son Lux - «Clair de Lune (Pied au Piano)» Клод Дебюсси в исполнении Son Lux хореография: Стефан Ламбьель | - «Timelapse» Мари Самуэльсен, Trondheim Soloists, Уно Хелмерссон - «Spiegel im Spiegel» Арво Пярт в исполнении Владимира Спивакова и Сергея Безродного хореография: Кэндзи Миямото | - «Come Together» The Beatles в исполнении Гэри Кларка-младшего и Junkie XL хореография: Ше-Линн Бурн |
| 2022—2023 | - «Gravity» Джон Мейер хореография: Стефан Ламбьель | - «Air on the G String» Иоганн Себастьян Бах - «Mea tormenta, properate!» Якуб Орлинский, Иоганн Адольф Хассе хореография: Кэндзи Миямото                                           | - «Padam, Padam» в исполнении Патрисии Каас хореография: Михoко Хигути |
| 2021—2022 | - «Oboe Concerto» Алессандро Марчелло - «Oboe Concerto (Concerto In C Minor For Cello)» Антонио Вивальди хореография: Кэндзи Миямото                   | - «Болеро» («Boléro IV New Breath») Морис Равель в исполнении Томотака Окамото хореография: Стефан Ламбьель                                                                         | - «Planet Earth / Earth Song» - «History» Майкл Джексон |
| 2020—2021 | - «Great Spirit» Армин ван Бюрен, Vini Vici, Hilight Tribe хореография: Ше-Линн Бурн                                                                   | - «Our Life (Finale)» Брок Хьюитт - «Dancing On My Own» Робин в исполнении Калума Скотта - «Your Last Kiss» Карл Хьюго хореография: Дэвид Уилсон                                    | - «Oboe Concerto» Алессандро Марчелло - «Concerto in C minor for Cello, Strings and Basso continuo, RV 401» Антонио Вивальди в исполнении Йо Йо Ма и Амстердамского барочного оркестра и хора хореография: Кэндзи Миямото |
| 2019—2020 | - «Great Spirit» Армин ван Бюрен, Vini Vici, Hilight Tribe хореография: Ше-Линн Бурн                                                                   | - «Our Life (Finale)» Брок Хьюитт - «Dancing On My Own» Робин в исполнении Калума Скотта - «Your Last Kiss» Карл Хьюго хореография: Дэвид Уилсон                                    | - «La vie en rose» Андреа Бочелли, Эдит Пиаф хореография: Стефан Ламбьель |
| 2018—2019 | - «Stairway to Heaven» Led Zeppelin в исполнении Rodrigo y Gabriela хореография: Михoко Хигути                                                         | - «Лунная соната» Людвиг ван Бетховен хореография: Михoко Хигути | - «Great Spirit» Армин ван Бюрен, Vini Vici, Hilight Tribe хореография: Ше-Линн Бурн - «Time After Time» Гарри Конник-младший хореография: Дэвид Уилсон - «See you again» Уиз Халифа                                      |
| 2017—2018 | - «Времена года: Зима» Антонио Вивальди хореография: Стефан Ламбьель                                                                                   | - «Violin Fantasy on Puccini’s Turandot» Ванесса Мэй - «Nessun dorma» Джакомо Пуччини в исполнении Хосе Каррераса хореография: Михико Хигути и Стефан Ламбьель                      | - «See you again» Уиз Халифа - «This town» Найл Хоран |
| 2016—2017 | - «Fantasy for Violin and Orchestra» (из фильма «Дамы в лиловом») Джошуа Белл хореография: Михоко Хигути                                               | - «Buenos Aires Hora Cero» - «Balada para un loco» Астор Пьяццолла хореография: Михоко Хигути                                                                                       | - «See you again» Уиз Халифа хореография: Михоко Хигути - «La vie en rose» Андреа Бочелли, Эдит Пиаф хореография: Стефан Ламбьель - «This town» Найл Хоран хореография: Дэвид Уилсон                                      |
| 2015—2016 | - «Legends» Sacred Spirit хореография: Михоко Хигути                                                                                                   | - «Violin Fantasy on Puccini’s Turandot» Ванесса Мэй - «Nessun dorma» Джакомо Пуччини в исполнении Пол Потса хореография: Михоко Хигути                                             | - «Соната № 9 для скрипки и фортепиано» Людвиг ван Бетховен - «Дон Жуан де Марко» Майкл Кэймен |
| 2014—2015 | - «Соната № 9 для скрипки и фортепиано» Людвиг ван Бетховен хореография: Михоко Хигути                                                                 | - «Дон Жуан де Марко» Майкл Кэймен хореография: Михоко Хигути | - «The Blessed Spirits» Ванесса Мэй |
| 2013—2014 | - «The Blessed Spirits» Ванесса Мэй хореографы: Михоко Хигути и Матико Ямада                                                                           | - «Steps» Secret Garden хореографы: Михоко Хигути и Матико Ямада | - «Tanguera» Мариано Морес |
| 2012—2013 | - «Tanguera» Мариано Морес хореографы: Михоко Хигути и Матико Ямада                                                                                    | - «Steps» Secret Garden хореографы: Михоко Хигути и Матико Ямада | - «Bad Boy Good Man» Tape Five |
| 2011—2012 | - «Tucker» Джо Джексон хореографы: Михоко Хигути и Матико Ямада                                                                                        | - «Tzigane» Морис Равель хореографы: Михоко Хигути и Матико Ямада | |
| 2010—2011 | | - «Tzigane» Морис Равель хореографы: Михоко Хигути и Матико Ямада | - «Fly Me To The Moon» Кэй Баллард |

## Спортивные результаты

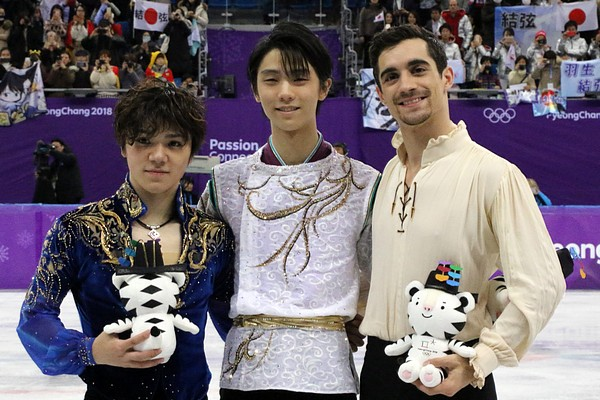
Призёры Олимпийских игр 2018 года (слева направо): Сёма Уно, Юдзуру Ханю, Хавьер Фернандес

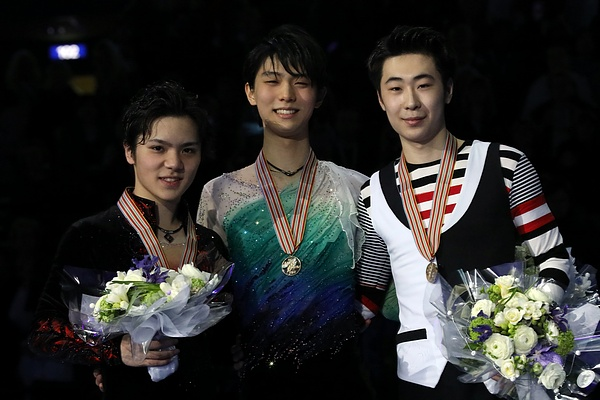
Призёры чемпионата мира 2017 (слева направо): Сёма Уно, Юдзуру Ханю, Боян Цзинь

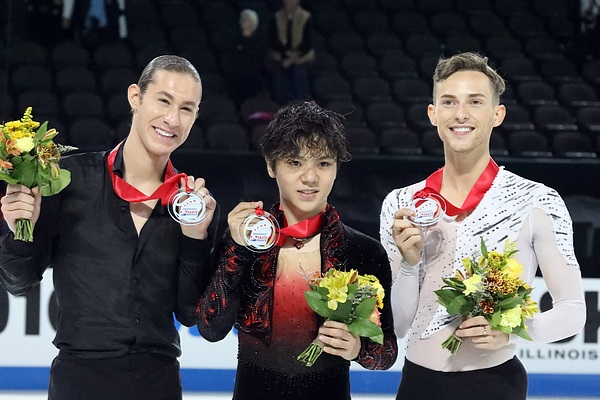
Призёры Skate America 2016 (слева направо): Джейсон Браун, Сёма Уно, Адам Риппон

| Соревнование                            | 09/10         | 10/11         | 11/12         | 12/13         | 13/14         | 14/15         | 15/16         | 16/17         | 17/18         | 18/19         | 19/20         | 20/21         | 21/22         | 22/23         | 23/24         |
| Международные                           | Международные | Международные | Международные | Международные | Международные | Международные | Международные | Международные | Международные | Международные | Международные | Международные | Международные | Международные | Международные |
| --------------------------------------- | ------------- | ------------- | ------------- | ------------- | ------------- | ------------- | ------------- | ------------- | ------------- | ------------- | ------------- | ------------- | ------------- | ------------- | ------------- |
| Зимние Олимпийские игры                 |               |               |               |               |               |               |               |               | 2             |               |               |               | 3             |               |               |
| Чемпионат мира                          |               |               |               |               |               |               | 7             | 2             | 2             | 4             | С             | 4             | 1             | 1             | 4             |
| Чемпионат четырёх континентов           |               |               |               |               |               | 5             | 4             | 3             | 2             | 1             |               |               |               |               |               |
| Финал Гран-при                          |               |               |               |               |               |               | 3             | 3             | 2             | 2             |               |               | C             | 1             | 2             |
| Этап Гран-при. Internationaux de France |               |               |               |               |               |               | 1             |               | 2             |               | 8             |               |               |               |               |
| Этап Гран-при. NHK Trophy               |               |               |               |               |               |               |               |               |               | 1             |               |               | 1             | 1             | 2             |
| Этап Гран-при. Rostelecom Cup           |               |               |               |               |               |               |               | 2             |               |               | 4             |               |               |               |               |
| Этап Гран-при. Skate America            |               |               |               |               |               |               | 2             | 1             |               |               |               |               | 2             |               |               |
| Этап Гран-при. Skate Canada             |               |               |               |               |               |               |               |               | 1             | 1             |               |               |               | 1             |               |
| Этап Гран-при. Cup of China             |               |               |               |               |               |               |               |               |               |               |               |               |               |               | 2             |
| Челленджер. Finlandia Trophy            |               |               |               |               |               |               |               |               |               |               | 1             |               |               |               |               |
| Челленджер. Lombardia Trophy            |               |               |               |               |               |               |               | 1             | 1             | 1             |               |               |               |               |               |
| Челленджер. U.S. Classic                |               |               |               |               |               |               | 5             |               |               |               |               |               |               |               |               |
| Asian Trophy                            |               |               |               |               |               | 1             |               |               |               |               |               |               |               |               |               |
| Challenge Cup                           |               |               |               |               |               |               |               |               |               |               | 1             |               |               |               |               |
| Egna Trophy                             |               |               |               |               | 1             |               |               |               |               |               |               |               |               |               |               |
| Printemps                               |               |               |               |               |               |               |               | 1             |               |               |               |               |               |               |               |
| Зимние Азиатские игры                   |               |               |               |               |               |               |               | 1             |               |               |               |               |               |               |               |
| Международные командные                 |               |               |               |               |               |               |               |               |               |               |               |               |               |               |               |
| Зимние Олимпийские игры                 |               |               |               |               |               |               |               |               | 5             |               |               |               | 2             |               |               |
| Командный чемпионат мира                |               |               |               |               |               |               |               | 1             |               | 2             |               | 3             |               |               |               |
| Japan Open                              |               |               |               |               |               |               | 1             | 1             | 2             | 1             | 2             |               | 1             | 1             |               |
| Team Challenge Cup                      |               |               |               |               |               | 3             |               |               |               |               |               |               |               |               |               |
| Юношеские Олимпийские игры              |               |               | 1             |               |               |               |               |               |               |               |               |               |               |               |               |
| Национальные                            |               |               |               |               |               |               |               |               |               |               |               |               |               |               |               |
| Чемпионат Японии                        |               |               | 9             | 11            | 7             | 2             | 2             | 1             | 1             | 1             | 1             | 2             | 2             | 1             | 1             |
| Первенство Японии среди юниоров         | 3             | 4             | 5             | 2             | 2             | 1             |               |               |               |               |               |               |               |               |               |
| Международные среди юниоров             |               |               |               |               |               |               |               |               |               |               |               |               |               |               |               |
| Чемпионат мира среди юниоров            |               |               | 10            | 7             | 5             | 1             |               |               |               |               |               |               |               |               |               |
| Юношеские Олимпийские игры              |               |               | 2             |               |               |               |               |               |               |               |               |               |               |               |               |
| Финал юниорского Гран-при               |               |               |               |               |               | 1             |               |               |               |               |               |               |               |               |               |
| Этап Гран-при. Германия                 |               |               |               | 2             |               |               |               |               |               |               |               |               |               |               |               |
| Этап Гран-при. Латвия                   |               |               |               |               | 3             |               |               |               |               |               |               |               |               |               |               |
| Этап Гран-при. Польша                   |               |               | 4             |               |               |               |               |               |               |               |               |               |               |               |               |
| Этап Гран-при. Словения                 |               |               |               | 6             |               |               |               |               |               |               |               |               |               |               |               |
| Этап Гран-при. Хорватия                 |               |               |               |               |               | 1             |               |               |               |               |               |               |               |               |               |
| Этап Гран-при. Эстония                  |               |               | 3             |               | 4             |               |               |               |               |               |               |               |               |               |               |
| Этап Гран-при. Япония                   |               |               |               |               |               | 2             |               |               |               |               |               |               |               |               |               |

1. ↑  Турнир не был завершён из-за терактов в Париже, результаты засчитаны по итогам короткой программы

### Подробные результаты
На чемпионатах ИСУ награждают малыми медалями за короткую и произвольную программы. Текущие лучшие персональные результаты по системе ИСУ выделены жирным курсивом. К — командный результат; Л — личный зачёт.
| Сезон 2023—2024             | Сезон 2023—2024                                       | Сезон 2023—2024 | Сезон 2023—2024 | Сезон 2023—2024 | Сезон 2023—2024 |
| Дата                        | Соревнование                                          | КП              | ПП              | Сумма           | Источник        |
| --------------------------- | ----------------------------------------------------- | --------------- | --------------- | --------------- | --------------- |
| 18–24 марта 2024 г.         | Чемпионат мира 2024                                   | 1 107,72        | 6 173,13        | 4 280,85        | [ 107 ]         |
| 20–24 декабря 2023 г.       | Чемпионат Японии 2024                                 | 1 104,69        | 2 193,35        | 1 298,04        | [ 108 ]         |
| 7–10 декабря 2023 г.        | Финал Гран-при 2023/24                                | 2 106,02        | 2 191,32        | 2 297,34        | [ 109 ]         |
| 24–26 ноября 2023 г.        | NHK Trophy 2023                                       | 2 100,20        | 1 186,35        | 2 286,55        | [ 110 ]         |
| 10–12 ноября 2023 г.        | Cup of China 2023                                     | 1 105,25        | 2 174,73        | 2 279,98        | [ 111 ]         |
| Сезон 2022—2023             |                                                       |                 |                 |                 |                 |
| Дата                        | Соревнование                                          | КП              | ПП              | Сумма           | Источник        |
| 22–26 марта 2023 г.         | Чемпионат мира 2023                                   | 1 104,63        | 1 196,51        | 1 301,14        | [ 112 ]         |
| 21–25 декабря 2022 г.       | Чемпионат Японии 2023                                 | 1 100,45        | 1 191,28        | 1 291,73        | [ 113 ]         |
| 8–11 декабря 2022 г.        | Финал Гран-при 2022/23                                | 1 99,99         | 1 204,47        | 1 304,46        | [ 114 ]         |
| 18–20 ноября 2022 г.        | NHK Trophy 2022                                       | 2 91,66         | 1 188,10        | 1 279,76        | [ 115 ]         |
| 28–30 октября 2022 г.       | Skate Canada 2022                                     | 2 89,98         | 1 183,17        | 1 273,15        | [ 116 ]         |
| 8 октября 2022 г.           | Japan Open 2022                                       | —               | 1 193,80        | 1 (команда)     | [ 117 ]         |
| Сезон 2021—2022             |                                                       |                 |                 |                 |                 |
| Дата                        | Соревнование                                          | КП              | ПП              | Сумма           | Источник        |
| 21–27 марта 2022 г.         | Чемпионат мира 2022                                   | 1 109,63        | 1 202,85        | 1 312,48        | [ 118 ]         |
| 8–10 февраля 2022 г.        | Зимние Олимпийские игры 2022                          | 3 105,90        | 5 187,10        | 3 293,00        | [ 119 ]         |
| 4–7 февраля 2022 г.         | Зимние Олимпийские игры 2022 (командные соревнования) | 2 105,46        | —               | 2 (команда)     | [ 119 ]         |
| 22–26 декабря 2021 г.       | Чемпионат Японии 2022                                 | 2 101,88        | 3 193,94        | 2 295,82        | [ 120 ]         |
| 12–14 ноября 2021 г.        | NHK Trophy 2021                                       | 1 102,58        | 1 187,57        | 1 290,15        | [ 121 ]         |
| 22–24 октября 2021 г.       | Skate America 2021                                    | 2 89,07         | 3 181,61        | 2 270,68        | [ 122 ]         |
| 3 октября 2021 г.           | Japan Open 2021                                       | —               | 1 181,21        | 1 (команда)     | [ 123 ]         |
| Сезон 2020—2021             |                                                       |                 |                 |                 |                 |
| Дата                        | Соревнование                                          | КП              | ПП              | Сумма           | Источник        |
| 15–18 апреля 2021 г.        | Командный чемпионат мира 2021                         | 9 77,46         | 6 164,96        | 3К / 7Л 242,42  | [ 124 ]         |
| 22–28 марта 2021 г.         | Чемпионат мира 2021                                   | 6 92,62         | 3 184,82        | 4 277,44        | [ 125 ]         |
| 24–27 декабря 2020 г.       | Чемпионат Японии 2021                                 | 3 94,22         | 2 190,59        | 2 284,81        | [ 126 ]         |
| Сезон 2019—2020             |                                                       |                 |                 |                 |                 |
| Дата                        | Соревнование                                          | КП              | ПП              | Сумма           | Источник        |
| 20–23 февраля 2020 г.       | Challenge Cup 2020                                    | 1 91,71         | 1 198.70        | 1 290,41        | [ 127 ]         |
| 18–22 декабря 2019 г.       | Чемпионат Японии 2020                                 | 2 105,71        | 1 184,86        | 1 290,57        | [ 128 ]         |
| 15–17 ноября 2019 г.        | Rostelecom Cup 2019                                   | 4 87,29         | 4 164,95        | 4 252,24        | [ 129 ]         |
| 1–3 ноября 2019 г.          | Internationaux de France 2019                         | 4 79,05         | 9 136,79        | 8 215,84        | [ 130 ]         |
| 11–13 октября 2019 г.       | Finlandia Trophy 2019                                 | 2 92,28         | 1 162,95        | 1 255,23        | [ 131 ]         |
| 5 октября 2019 г.           | Japan Open 2019                                       | —               | 2 169,09        | 2 (команда)     | [ 132 ]         |
| Сезон 2018—2019             |                                                       |                 |                 |                 |                 |
| Дата                        | Соревнование                                          | КП              | ПП              | Сумма           | Источник        |
| 11–14 апреля 2019 г.        | Командный чемпионат мира 2019                         | 3 92,78         | 3 189,46        | 2К / 3Л 282.24  | [ 133 ]         |
| 18–24 марта 2019 г.         | Чемпионат мира 2019                                   | 6 91,40         | 4 178,92        | 4 270,32        | [ 134 ]         |
| 7–10 февраля 2019 г.        | Чемпионат четырёх континентов 2019                    | 4 91,76         | 1 197,36        | 1 289,12        | [ 135 ]         |
| 21–24 декабря 2018 г.       | Чемпионат Японии 2019                                 | 1 102,06        | 1 187,04        | 1 289,10        | [ 136 ]         |
| 6–9 декабря 2018 г.         | Финал Гран-при 2018/19                                | 2 91,67         | 2 183,43        | 2 275,10        | [ 137 ]         |
| 9–11 ноября 2018 г.         | NHK Trophy 2018                                       | 1 92,49         | 1 183,96        | 1 276,45        | [ 138 ]         |
| 26–28 октября 2018 г.       | Skate Canada 2018                                     | 2 88,87         | 1 188,38        | 1 277,25        | [ 139 ]         |
| 6 октября 2018 г.           | Japan Open 2018                                       | —               | 1 186,69        | 1 (команда)     | [ 140 ]         |
| 13–16 сентября 2018 г.      | Lombardia Trophy 2018                                 | 1 104,15        | 1 172,05        | 1 276,20        | [ 141 ]         |
| Сезон 2017—2018             |                                                       |                 |                 |                 |                 |
| Дата                        | Соревнование                                          | КП              | ПП              | Сумма           | Источник        |
| 19–25 марта 2018 г.         | Чемпионат мира 2018                                   | 5 94,26         | 2 179,51        | 2 273,77        | [ 142 ]         |
| 14–23 февраля 2018 г.       | Зимние Олимпийские игры 2018                          | 3 104,17        | 3 202,73        | 2 306,90        | [ 143 ]         |
| 9–11 февраля 2018 г.        | Зимние Олимпийские игры 2018 (командные соревнования) | 1 103,25        | —               | 5 (команда)     | [ 143 ]         |
| 22–28 января 2018 г.        | Чемпионат четырёх континентов 2018                    | 1 100,49        | 2 197,45        | 2 297,94        | [ 144 ]         |
| 21–24 декабря 2017 г.       | Чемпионат Японии 2018                                 | 1 96,83         | 1 186,47        | 1 283,30        | [ 145 ]         |
| 7–10 декабря 2017 г.        | Финал Гран-при 2017/18                                | 2 101,51        | 1 184,50        | 2 286,01        | [ 146 ]         |
| 17–19 ноября 2017 г.        | Internationaux de France 2017                         | 2 93,92         | 1 179,40        | 2 273,32        | [ 147 ]         |
| 27–29 октября 2017 г.       | Skate Canada 2017                                     | 1 103,62        | 1 197,48        | 1 301,10        | [ 148 ]         |
| 7 октября 2017 г.           | Japan Open 2017                                       | —               | 3 175,45        | 2 (команда)     | [ 149 ]         |
| 14–17 сентября 2017 г.      | Lombardia Trophy 2017                                 | 1 104,87        | 1 214,97        | 1 319,84        | [ 150 ]         |
| Сезон 2016—2017             |                                                       |                 |                 |                 |                 |
| Дата                        | Соревнование                                          | КП              | ПП              | Сумма           | Источник        |
| 20–23 апреля 2017 г.        | Командный чемпионат мира 2017                         | 1 103,53        | 2 198,49        | 1К / 1Л 302,02  | [ 151 ]         |
| 29 марта – 2 апреля 2017 г. | Чемпионат Мира 2017                                   | 2 104,86        | 2 214,45        | 2 319,31        | [ 152 ]         |
| 10–12 марта 2017 г.         | Coupe du Printemps 2017                               | 1 104,31        | 1 199,37        | 1 303,68        | [ 153 ]         |
| 23–26 февраля 2017 г.       | Зимние Азиатские Игры 2017                            | 2 92,43         | 1 188,84        | 1 281,27        |                 |
| 14–19 февраля 2017 г.       | Чемпионат четырёх континентов 2017                    | 2 100,28        | 3 187,77        | 3 288,05        | [ 154 ]         |
| 22–25 декабря 2016 г.       | Чемпионат Японии 2017                                 | 2 88,05         | 1 192,36        | 1 280,41        | [ 155 ]         |
| 8–11 декабря 2016 г.        | Финал Гран-при 2016/17                                | 4 86,82         | 2 195,69        | 3 282,51        | [ 156 ]         |
| 4–6 ноября 2016 г.          | Rostelecom Cup 2016                                   | 1 98,59         | 2 186,48        | 2 285,07        | [ 157 ]         |
| 21–23 октября 2016 г.       | Skate America 2016                                    | 1 89,15         | 1 190,19        | 1 279,34        | [ 158 ]         |
| 1 октября 2016 г.           | Japan Open 2016                                       | —               | 1 198,55        | 1 (команда)     | [ 159 ]         |
| 8–11 сентября 2016 г.       | Lombardia Trophy 2016                                 | 1 86,68         | 2 172,25        | 1 258,93        | [ 160 ]         |
| Сезон 2015–2016             |                                                       |                 |                 |                 |                 |
| Дата                        | Соревнование                                          | КП              | ПП              | Сумма           | Источник        |
| 22–24 апреля 2016 г.        | Team Challenge Cup 2016                               | 1 105,74        | 1 192,92        | 3К/1Л 298,66    | [ 161 ]         |
| 28 марта – 3 апреля 2016 г. | Чемпионат мира 2016                                   | 4 90,74         | 6 173,51        | 7 264,25        | [ 162 ]         |
| 16–21 февраля 2016 г.       | Чемпионат четырёх континентов 2016                    | 2 92,99         | 5 176,82        | 4 269,81        | [ 163 ]         |
| 24–27 декабря 2015 г.       | Чемпионат Японии 2016                                 | 2 97,94         | 3 169,21        | 2 267,15        | [ 164 ]         |
| 10–13 декабря 2015 г.       | Финал Гран-при 2015/16                                | 4 86,47         | 4 190,32        | 3 276,79        | [ 165 ]         |
| 13 ноября 2015 г.           | Trophée Éric Bompard 2015                             | 1 89,56         | отмена          | отмена          | [ 166 ]         |
| 23–25 октября 2015 г.       | Skate America 2015                                    | 4 80,78         | 1 176,65        | 2 257,43        | [ 167 ]         |
| 3 октября 2015 г.           | Japan Open 2015                                       | —               | 1 185,48        | 1 (команда)     |                 |
| 16–20 сентября 2015 г.      | U.S. International Classic 2015                       | 9 52,45         | 1 154,96        | 5 207,41        | [ 168 ]         |

| Сезон 2014—2015              | Сезон 2014—2015                        | Сезон 2014—2015 | Сезон 2014—2015 | Сезон 2014—2015 | Сезон 2014—2015 |
| Дата                         | Соревнование                           | Разряд          | КП              | ПП              | Сумма           |
| ---------------------------- | -------------------------------------- | --------------- | --------------- | --------------- | --------------- |
| 2–8 марта 2015 г.            | Чемпионат мира среди юниоров 2015      | Юниор           | 1 84,87         | 2 147,67        | 1 232,54        |
| 9–15 февраля 2015 г.         | Чемпионат четырёх континентов 2015     | Взрослый        | 2 88,90         | 5 167,55        | 5 256,45        |
| 26–28 декабря 2014 г.        | Чемпионат Японии 2015                  | Взрослый        | 3 85,53         | 3 165,75        | 2 251,28        |
| 11–14 декабря 2014 г.        | Финал юниорского Гран-при 2014/15      | Юниор           | 3 75,21         | 1 163,06        | 1 238,27        |
| 22–24 ноября 2014 г.         | Чемпионат Японии среди юниоров 2015    | Юниор           | 1 82,72         | 2 128,00        | 1 210,72        |
| 8–11 октября 2014 г.         | Этап Гран-при среди юниоров: Хорватия  | Юниор           | 1 74,82         | 1 152,69        | 1 227,51        |
| 11–14 сентября 2014 г.       | Этап Гран-при среди юниоров: Япония    | Юниор           | 2 69,78         | 2 150,21        | 2 219,99        |
| Сезон 2013—2014              |                                        |                 |                 |                 |                 |
| Дата                         | Соревнование                           | Разряд          | КП              | ПП              | Сумма           |
| 10–16 марта 2014 г.          | Чемпионат мира среди юниоров 2014      | Юниор           | 3 70,67         | 5 135,83        | 5 206,50        |
| 20–23 декабря 2013 г.        | Чемпионат Японии 2014                  | Взрослый        | 6 72,15         | 7 144,34        | 7 216,49        |
| 22–24 ноября 2013 г.         | Чемпионат Японии среди юниоров 2014    | Юниор           | 2 71,61         | 3 134,49        | 2 206,10        |
| 22–24 октября 2013 г.        | Этап Гран-при среди юниоров: Эстония   | Юниор           | 3 67,09         | 3 130,73        | 4 197,82        |
| 28–31 августа 2013 г.        | Этап Гран-при среди юниоров: Латвия    | Юниор           | 6 58,22         | 3 117,59        | 3 175,81        |
| Сезон 2012—2013              |                                        |                 |                 |                 |                 |
| Дата                         | Соревнование                           | Разряд          | КП              | ПП              | Сумма           |
| 25 февраля - 3 марта 2013 г. | Чемпионат мира среди юниоров 2013      | Юниор           | 7 61,66         | 6 125,42        | 7 187,08        |
| 20–24 декабря 2012 г.        | Чемпионат Японии 2013                  | Взрослый        | 10 67,56        | 11 131,47       | 11 199,03       |
| 17–18 ноября 2012 г.         | Чемпионат Японии среди юниоров 2013    | Юниор           | 2 66,21         | 2 124,37        | 2 190,58        |
| 10–13 октября 2012 г.        | Этап Гран-при среди юниоров: Германия  | Юниор           | 2 63,48         | 1 125,00        | 2 188,48        |
| 26–29 сентября 2012 г.       | Этап Гран-при среди юниоров: Словения  | Юниор           | 4 61,42         | 6 112,92        | 6 174,34        |
| Сезон 2011—2012              |                                        |                 |                 |                 |                 |
| Дата                         | Соревнование                           | Разряд          | КП              | ПП              | Сумма           |
| 27 февраля – 4 марта 2012 г. | Чемпионат мира среди юниоров 2012      | Юниор           | 10 57,71        | 10 118,21       | 10 175,92       |
| 14–16 января 2012 г.         | Зимние юношеские Олимпийские игры 2012 | Юниор           | 6 51,52         | 2 115,63        | 2 167,15        |
| 22–25 декабря 2011 г.        | Чемпионат Японии 2012                  | Взрослый        | 7 63,49         | 10 126,93       | 9 190,42        |
| 25–27 ноября 2011 г.         | Чемпионат Японии среди юниоров 2012    | Юниор           | 3 61,56         | 5 111,90        | 5 173,46        |
| 12–15 октября 2011 г.        | Этап Гран-при среди юниоров: Эстония   | Юниор           | 4 56,29         | 3 118,86        | 3 175,15        |
| 14–17 сентября 2011 г.       | Этап Гран-при среди юниоров: Польша    | Юниор           | 8 48,69         | 3 114,55        | 4 163,24        |

## Мировые рекорды
Уно установил 4 мировых рекорда на соревнованиях среди взрослых и 3 мировых рекорда на соревнованиях среди юниоров.
| Мировые рекорды, которые установил Сёма Уно    | Мировые рекорды, которые установил Сёма Уно | Мировые рекорды, которые установил Сёма Уно | Мировые рекорды, которые установил Сёма Уно                             |
| Рекорды в короткой программе                   | Рекорды в короткой программе                | Рекорды в короткой программе                | Рекорды в короткой программе                                            |
| Дата                                           | Баллы                                       | Соревнование                                | Примечание                                                              |
| ---------------------------------------------- | ------------------------------------------- | ------------------------------------------- | ----------------------------------------------------------------------- |
| 13 сентября 2018 г.                            | 104,15                                      | Lombardia Trophy 2018                       | Рекорд превзошёл Юдзуру Ханю на Гран-при Хельсинки 2018.                |
| Рекорды в произвольной программе               |                                             |                                             |                                                                         |
| Дата                                           | Баллы                                       | Соревнование                                | Примечание                                                              |
| 15 сентября 2018 г.                            | 172,05                                      | Lombardia Trophy 2018                       | Рекорд превзошёл Михаил Коляда на Мемориале Ондрея Непелы 2018.         |
| 9 февраля 2019 г.                              | 197,36                                      | Чемпионат четырёх континентов 2019          | Рекорд превзошёл Юдзуру Ханю на чемпионате мира 2019.                   |
| Рекорды по сумме двух программ                 |                                             |                                             |                                                                         |
| Дата                                           | Баллы                                       | Соревнование                                | Примечание                                                              |
| 15 сентября 2018 г.                            | 276,20                                      | Lombardia Trophy 2018                       | Рекорд превзошёл Нейтан Чен на Skate America 2018.                      |
| Рекорды в короткой программе среди юниоров     |                                             |                                             |                                                                         |
| Дата                                           | Баллы                                       | Соревнование                                | Примечание                                                              |
| 6 марта 2015 г.                                | 84,87                                       | Чемпионат мира среди юниоров 2015           | Исторический мировой рекорд.                                            |
| Рекорды в произвольной программе среди юниоров |                                             |                                             |                                                                         |
| Дата                                           | Баллы                                       | Соревнование                                | Примечание                                                              |
| 12 декабря 2014 г.                             | 163,06                                      | Финал Гран-при среди юниоров 2014/15        | Рекорд превзошёл Даниэль Самохин на чемпионате мира среди юниоров 2016. |
| Рекорды по сумме двух программ среди юниоров   |                                             |                                             |                                                                         |
| Дата                                           | Баллы                                       | Соревнование                                | Примечание                                                              |
| 12 декабря 2014 г.                             | 238,27                                      | Финал Гран-при среди юниоров 2014/15        | Рекорд превзошёл Чха Джунхван на этапе юниорского Гран-при Японии 2016. |